# Dragon 2
Dragon 2 è una classe di veicoli spaziali riutilizzabili sviluppati e prodotti dal produttore aerospaziale americano SpaceX come successore di Dragon 1, un veicolo spaziale riutilizzabile per il trasporto di rifornimenti. Ha due varianti: Crew Dragon, una capsula spaziale in grado di trasportare fino a sette astronauti, e Cargo Dragon, versione migliorata della navetta Dragon originale. La navetta viene lanciata tramite il vettore Falcon 9 Block 5 e rientra a Terra tramite un ammaraggio nell'oceano. A differenza del predecessore, la navetta può attraccare autonomamente alla Stazione spaziale internazionale invece di essere agganciata tramite il braccio robotico della stazione.
Crew Dragon è dotata di un sistema di abbandono del lancio (Launch Escape System LES) integrato, in grado di accelerare il veicolo lontano dal razzo in caso di emergenza, ottenuto utilizzando un set di quattro propulsori montati lateralmente con due motori SuperDraco ciascuno. La navetta è dotata di pannelli solari ridisegnati e di una linea di stampo esterna modificata rispetto alla Dragon originale e possiede nuovi computer di volo e avionica. A marzo 2020, sono state prodotte quattro navette Dragon 2 (senza contare gli articoli di test strutturali che non sono mai stati trasportati in volo).
Crew Dragon funge da uno dei due veicoli spaziali che trasportano astronauti da e verso la Stazione spaziale internazionale nell'ambito del programma Commercial Crew Program della NASA, l'altro è il Boeing CST-100 Starliner. Si prevede inoltre che venga utilizzato nei voli dalla società americana di turismo spaziale Space Adventures e per trasportare i turisti da e verso il futuro segmento turistico costruito da Axiom Space della Stazione Spaziale. Il primo volo di prova senza equipaggio di Crew Dragon è avvenuto nel marzo 2019 e il suo primo volo con equipaggio - con gli astronauti Robert Behnken e Douglas Hurley - è avvenuto nel maggio 2020. Questo volo di prova ha segnato il lancio di un veicolo spaziale con equipaggio di una azienda privata. Si prevede che Cargo Dragon trasporterà rifornimenti alla stazione spaziale fornirà merci alla ISS nell'ambito della seconda fase del contratto Commercial Resupply Services-2 della NASA, insieme alla navetta Cygnus costruita dalla Northrop Grumman Innovation Systems e alla navetta Dream Chaser costruita dalla Sierra Nevada Corporation. Il primo volo del Cargo Dragon è avvenuto nel dicembre 2020. Il 10 novembre 2020, la Crew Dragon, il vettore Falcon 9 e i relativi sistemi a terra, sono stati certificati dalla NASA come il primo sistema di veicoli spaziali commerciali della storia in grado di trasportare astronauti verso e dalla Stazione Spaziale Internazionale.

## Sviluppo e varianti
Le due varianti della navetta sono: Crew Dragon e Cargo Dragon. Inizialmente la variante Crew Dragon era chiamata "DragonRider" ed era progettata per supportare un equipaggio di sette persone o una combinazione di passeggeri e cargo. È in grado di effettuare la manovra di rendez-vous e l'attracco alla stazione spaziale in modo completamente autonomo oppure manualmente, impiegando il NASA Docking System (NDS).. In una tipica missione, la navetta Crew Dragon resta agganciata alla stazione spaziale per circa 180 giorni, ma è progettata per durate superiori, fino a 210 giorni, analogamente alla navetta Sojuz.. Fin dall'inizio del processo di sviluppo, SpaceX ha pianificato l'impiego di un Launch Escape System integrato con propulsori.

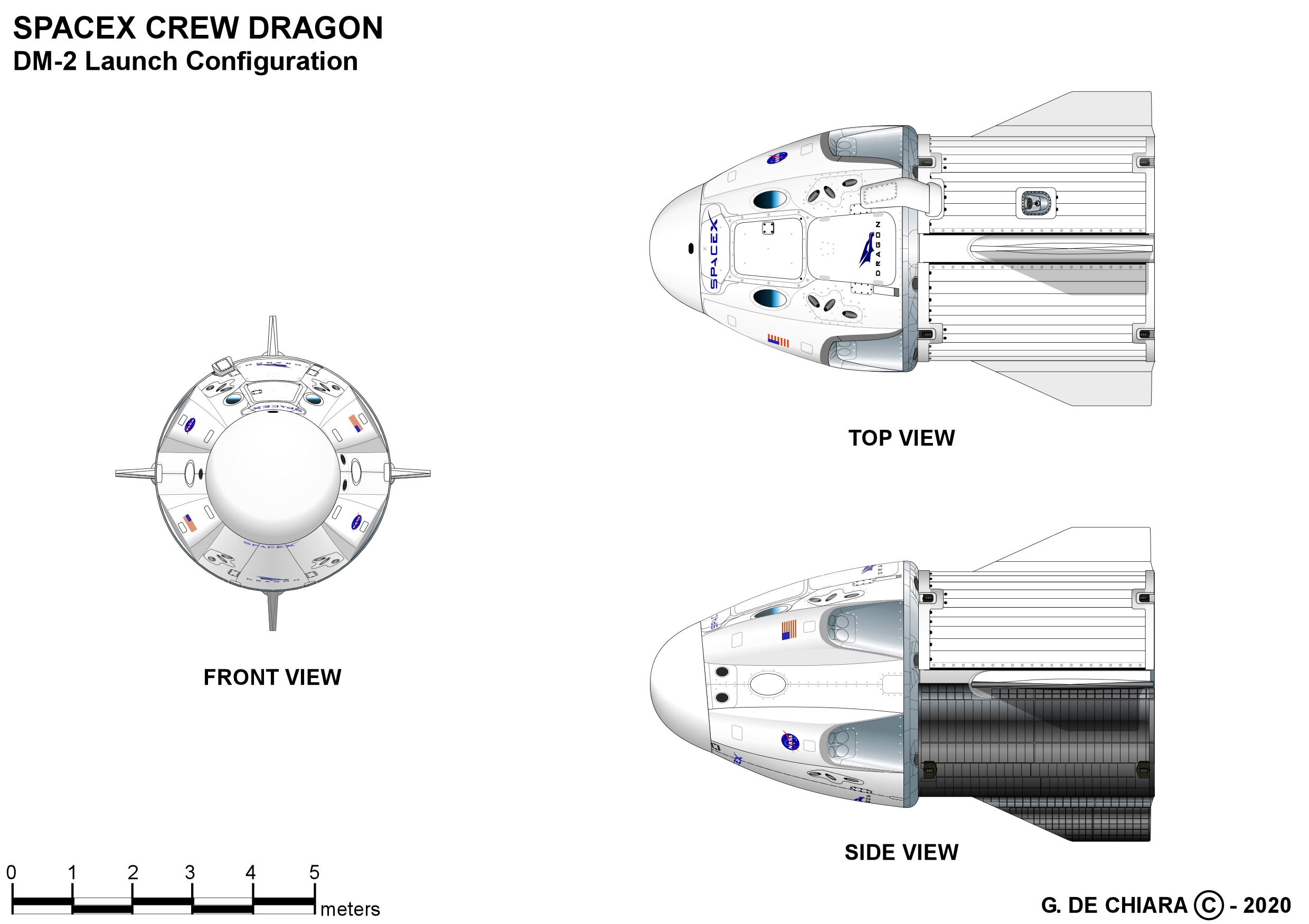
Variante Crew Dragon configurazione al lancio

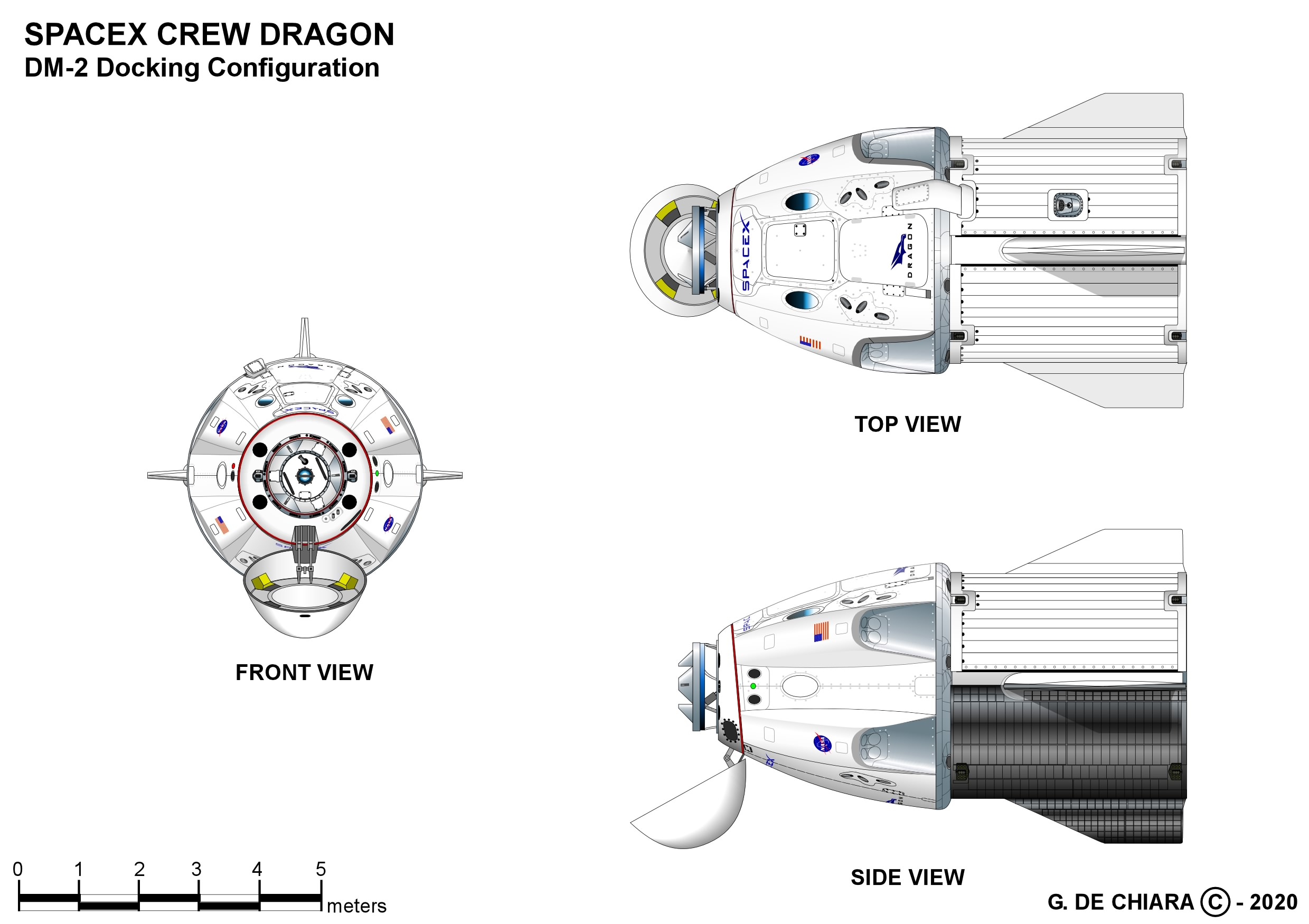
Variante Crew Dragon configurazione all'attracco

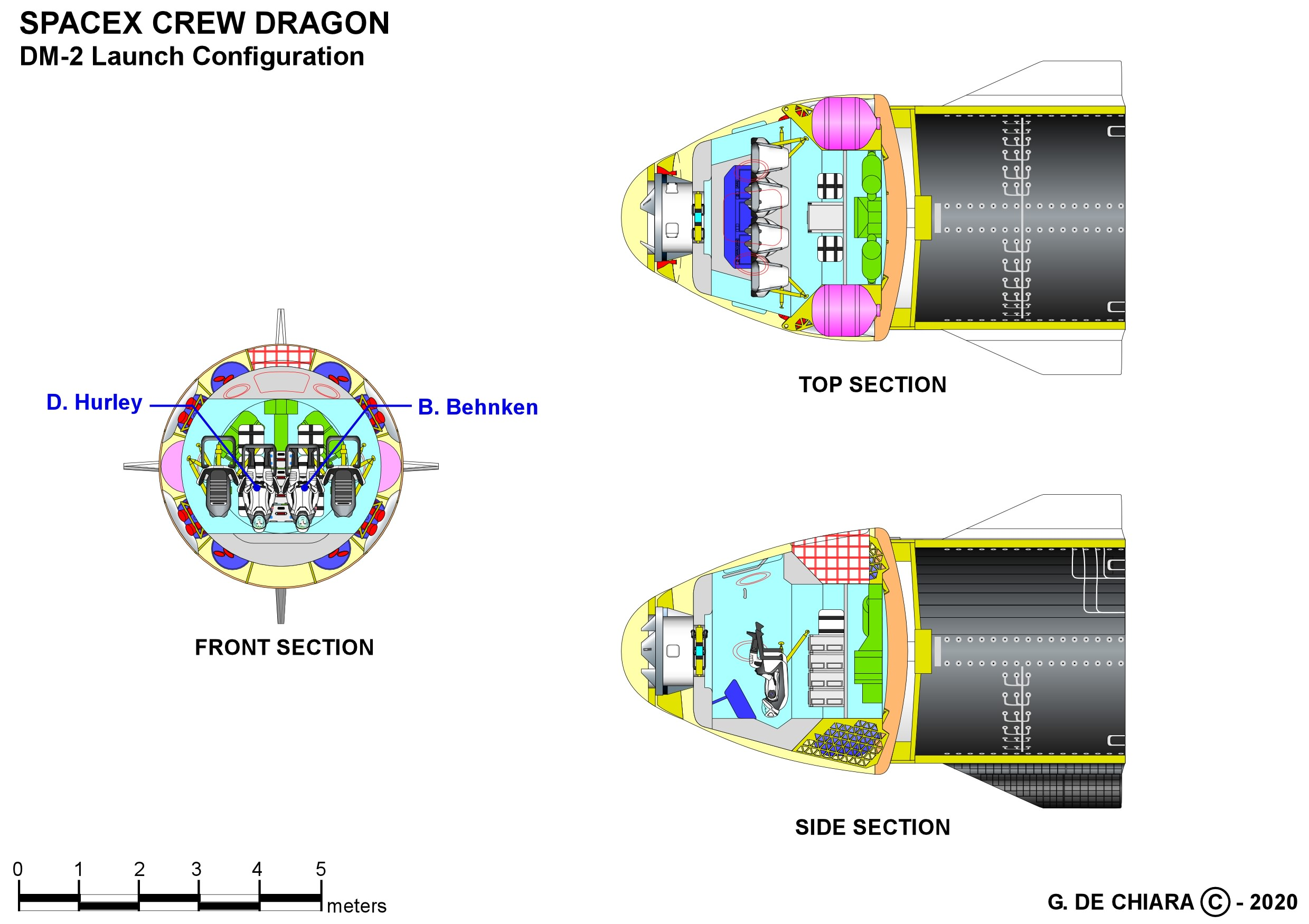
Variante Crew Dragon sezione

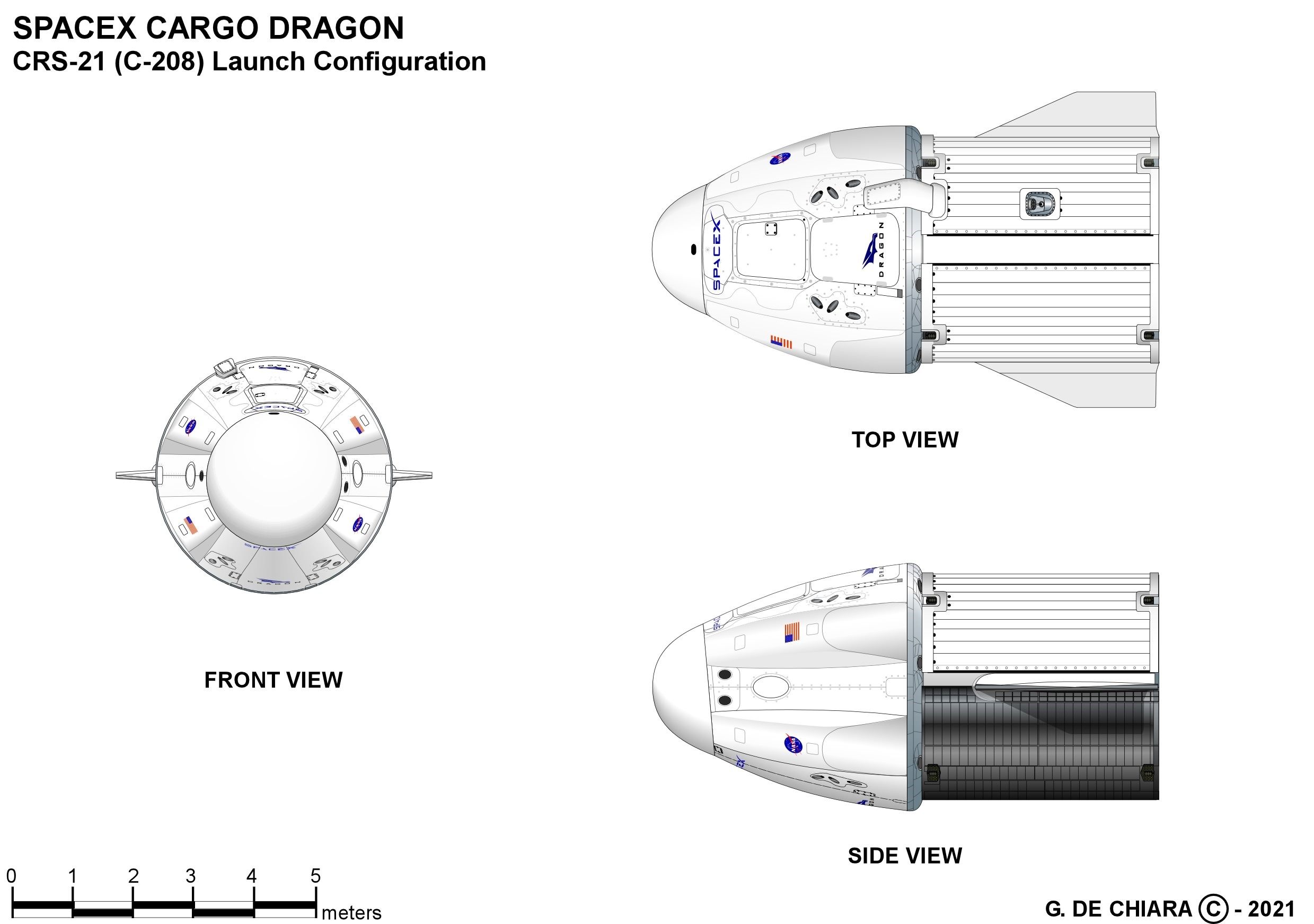
Variante Cargo Dragon configurazione al lancio

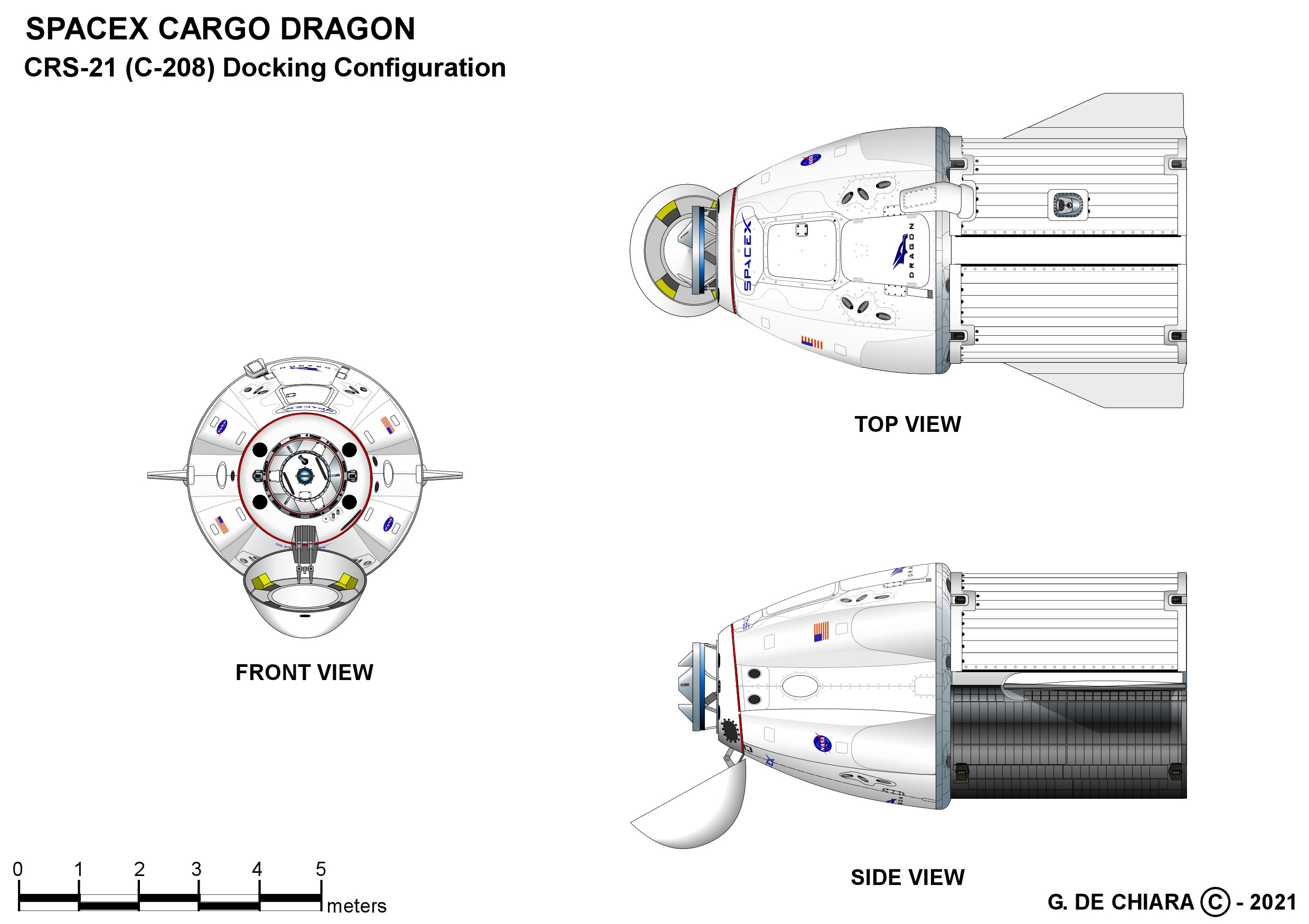
Variante Cargo Dragon configurazione all'attracco

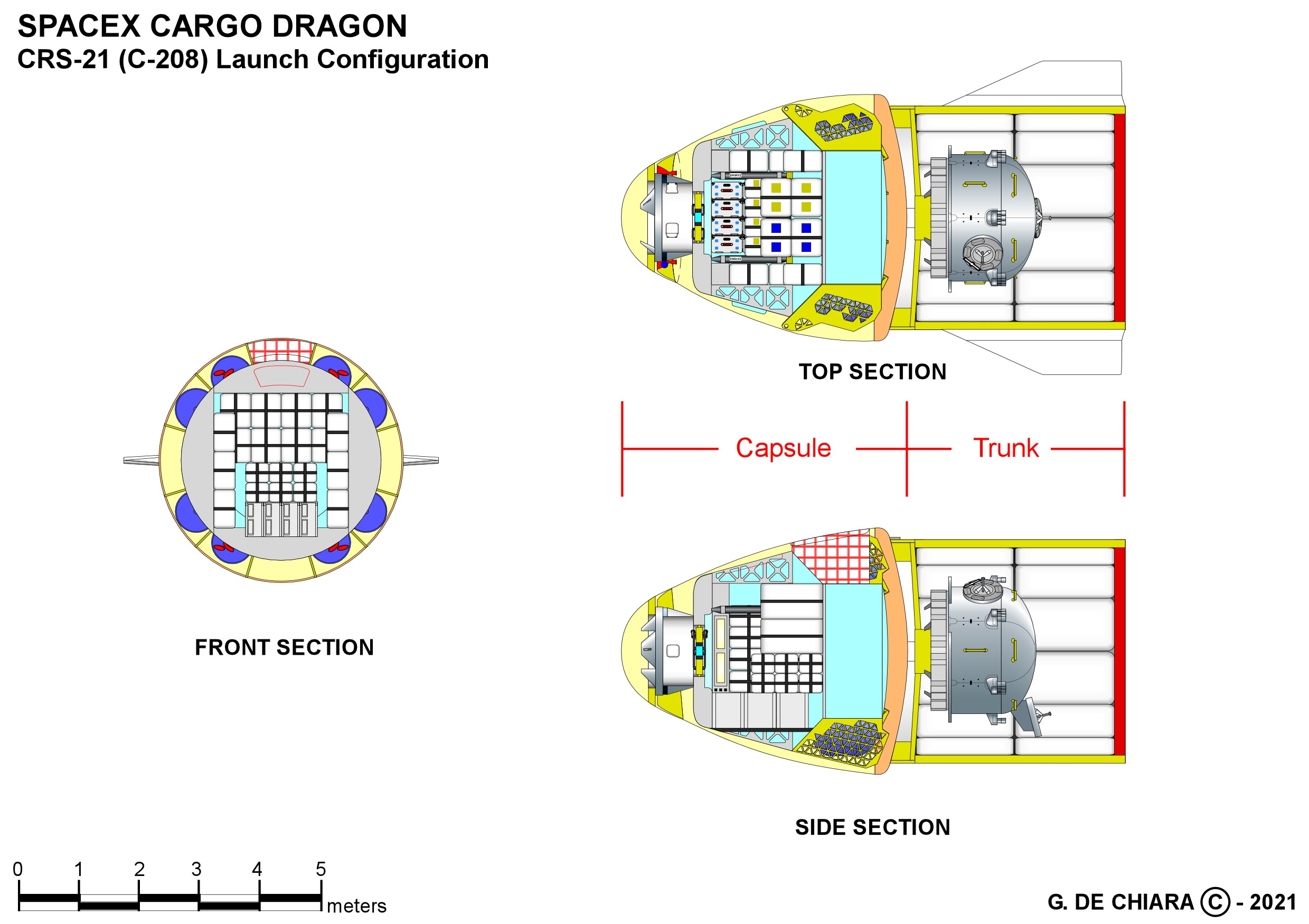
Variante Cargo Dragon sezione

### Crew Dragon
SpaceX originariamente intendeva far atterrare Crew Dragon sulla terraferma utilizzando i propulsori del Launch Escape System, mentre nel caso di annullamento del lancio la navetta sarebbe ammarata con l'aiusilio di paracadute. Questo metodo fu proposto alla NASA come il sistema di rientro e recupero per i primi voli di Crew Dragon. Il sistema di atterraggio con i propulsori venne successivamente cancellato, lasciando l'ammaraggio come unica opzione. Il 27 settembre 2024 Spacex ha annunciato di aver abilitato l'atterraggio propulsivo in caso di malfunzionamenti ai paracadute.
Nel 2012, SpaceX collaborò con l'azienda Orbital Outfitters sullo sviluppo di tute spaziali da indossare durante il lancio e il rientro. Ogni membro dell'equipaggio indossa una tuta spaziale personalizzata adatta a loro. La tuta è progettata principalmente per l'uso all'interno del Dragon (tuta di tipo IVA): tuttavia, è in grado di proteggere l'equipaggio in caso di depressurizzazione rapida della cabina. La tuta è fornita di un sistema di raffreddamento da utilizzare durante il volo normale. 
Per la missione Demo-1, è stato impiegato un manichino di prova soprannominato Ripley è stato dotato della tuta spaziale e dei sensori. La tuta spaziale è realizzata in Nomex, un tessuto ignifugo simile al Kevlar.
Il 18 maggio 2012, in una conferenza stampa della NASA, SpaceX ha confermato il prezzo di lancio per i voli Dragon con equipaggio di 160 milioni di dollari, o circa 23 milioni di dollari a persona se l'equipaggio a bordo è di sette astronauti e vengono effettuate almeno quattro missioni l'anno. In paragone, il prezzo di lancio della Soyuz nel 2014 era di 76 milioni di dollari a persona per gli astronauti della NASA. 
Il progetto del veicolo spaziale è stato rivelato al pubblico il 29 maggio 2014, durante una conferenza stampa presso la sede di SpaceX a Hawthorne, in California. Nell'ottobre 2014, la NASA selezionò la navicella Dragon per portare astronauti americani sulla Stazione spaziale internazionale, nell'ambito del programma Commercial Crew Program. 
Come vettore di lancio viene impiegato il Falcon 9 Block 5.

### Cargo Dragon
In origine Dragon 2 avrebbe dovuto trasportare solo equipaggio, o una combinazione di equipaggio e carico utile, ma nel 2016 SpaceX venne selezionata per una seconda fase del Commercial Resupply Services (CRS-2) per rifornire la ISS tra il 2020 e il 2024. Questo spinse SpaceX a proporre un altro modello, denominato Cargo Dragon, per il trasporto di materiali ed equipaggiamento. Nel gennaio 2016, SpaceX vinse il contratto con NASA per effettuare sei missioni.
La versione per il trasporto cargo differisce da quella per il trasporto di equipaggio per l'assenza di sedili, controlli di volo nel cockpit, sistemi di supporto vitale e dei propulsori di annullamento del lancio SuperDraco.
A differenza della navetta Dragon 1, la Cargo Dragon è in grado di attraccare automaticamente, senza l'assistenza di un astronauta ai comandi del braccio robotico della stazione spaziale. Inoltre sono stati migliorati i processi di recupero e preparazione della navicella per la missione successiva. Il primo volo della Cargo Dragon è stato effettuato il 6 dicembre 2020.

## Lista dei veicoli
| Identificativo | Nome                 | Tipo      | Status                                                            | Voli | Tempo di volo | Note |
| -------------- | -------------------- | --------- | ----------------------------------------------------------------- | ---- | ------------- | --- |
| C201           | DragonFly            | Prototipo | Ritirato                                                          | 1    | 1m 40s        | Prototipo utilizzato per il test di annullamento del lancio Dragon 2 Pad Abort Test a Cape Canaveral e i test alla McGregor Test Facility.                   |
| C202           | Qualification Module | Prototipo | Ritirato                                                          | N.D. | N.D.          | Modulo di qualificazione per i test strutturali |
| C203           | Modulo ECLSS         | Prototipo | Attivo (solo per test del supporto vitale e controlli ambientali) | N.D. | N.D.          | Navetta prototipo impiegata per i test dei controlli ambientali e del sistema di supporto vitale                                                             |
| C204           | Nessuno              | Crew      | Distrutto                                                         | 1    | 6g 5h 56m     | Prima navetta Dragon 2 a volare nello spazio durante la missione Crew Demo-1; distrutta durante dei test dopo la missione                                    |
| C205           | Nessuno              | Crew      | Ritirato                                                          | 1    | 8m 54s        | Navetta utilizzata per il test di abbandono del lancio Crew Dragon In-Flight Abort Test                                                                      |
| C206           | Endeavour            | Crew      | Attivo                                                            | 4    | 701g 21h 16m  | Prima navetta a trasportare astronauti nella missione Crew Demo-2. La navetta è stata riutilizzata per le missioni Crew-2, Axiom Mission 1, Crew-6 e Crew-8. |
| C207           | Resilience           | Crew      | Attivo                                                            | 3    | 175g 3h 44m   | Prima navetta Crew Dragon 2 di produzione. Impiegata nelle missioni Crew-1, Inspiration4 e Polaris Dawn.                                                     |
| C208           | N.D.                 | Cargo     | Attivo                                                            | 4    | 175g 13h 52m  | Prima navetta Cargo Dragon 2 di produzione, utilizzata nelle missioni CRS-21, CRS-23, CRS-25, CRS-28 e CRS-31.                                               |
| C209           | N.D.                 | Cargo     | Attivo                                                            | 4    | 142g 2h 7m    | Seconda navetta Cargo Dragon 2, utilizzata nelle missioni CRS-22, CRS-24, CRS-27, CRS-30.                                                                    |
| C210           | Endurance            | Crew      | Attivo                                                            | 3    | 532g 15h      | Impiegata nelle missioni Crew-3, Crew-5, Crew-7 e Crew-10.                                                                                                   |
| C211           | N.D.                 | Cargo     | Attivo                                                            | 2    | 88g 7h 5m     | Impiegata nelle missioni CRS-26 e CRS-29. |
| C212           | Freedom              | Crew      | Attivo                                                            | 3    | 201g 10h 9m   | Impiegata nelle missioni Crew-4, Axiom Mission 2, Axiom Mission 3 e Crew-9.                                                                                  |
| C213           | Grace                | Crew      | Attivo                                                            | 1    | 20g 02h 59m   | Ultima navetta Crew Dragon ad essere costruita. Impiegata nella missione Axiom Mission 4                                                                     |